# Pankrác Ignác Borč
Pankrác Ignác Borč (1. března 1791, Dvůr Králové – 3. ledna 1824, Kuks) byl český katolický kněz a nálezce Rukopisu královédvorského.

## Život
Pankrác Ignác Borč se narodil 1. března 1791 ve Dvoře Králové nad Labem jircháři Davidu Borczovi a Marii rozené Brdličkové. Měl ještě dva bratry Josefa a Františka. Vystudoval městskou školu ve Dvoře Králové, gymnázium v Hradci Králové a poté pokračoval v Praze ve studiu teologie. Vysvěcen na kněze byl 3. dubna 1814 biskupem Tadeášem Mariou Trauttmansdorfem v katedrále Svatého Ducha v Hradci Králové a následně se stal kaplanem ve Dvoře Králové. V roce 1821 se stal administrátorem farnosti sv. Bartoloměje v Lanžově a fundatistou (varhaník) v klášterním kostele Nejsvětější Trojice v Kuksu. Jeho hospodyní se stala Anna Menzelová ze Dvora Králové. Do Kuksu přešel nastálo v roce 1823 a stal se farářem při kostele (kaple) Nanebevzetí Panny Marie (kaple postavena 1697, zbořena 1830). Farář Borč byl v kostele pohřben.